# Histórico de computação
Na ciência da computação, um histórico de computação é um conjunto de passos tomados por um Autômato enquanto computa seu resultado. Históricos de computação são frequentemente usados em provas sobre as capacidades de determinadas máquinas, e particularmente sobre a indecidibilidade de várias linguagens formais.
Formalmente, um histórico de computação é uma sequência (normalmente finita) de configurações de um autômato formal. Cada configuração descreve completamente o estado da máquina em um ponto específico. Para ser considerado válido, certas condições devem ser preenchidas:
- a primeira configuração deve ser uma configuração inicial válida do autômato e
- cada transição entre configurações adjacentes deve ser válida de acordo com as regras de transição do autômato.

Adicionalmente, para ser considerado completo, um histórico de computação deve ser finito e
- a última configuração deve ser uma configuração final (i.e aceitação ou rejeição) válida do autômato.

As definições de "configuração inicial válida", "transição válida" e "configuração final válida" variam de acordo com o tipo de autômato formal.
Um autômato determinístico tem exatamente um histórico de computação para uma dada configuração inicial, muito embora o histórico possa ser infinito e portanto incompleto.

## Máquinas de estados finitos
Para uma máquina de estados finitos {\displaystyle M}, uma configuração é simplesmente o estado atual da máquina, juntamente com o restante da entrada. A primeira configuração deve ser o estado inicial de {\displaystyle M} e a entrada completa. Uma transição de uma configuração {\displaystyle (S,I)} para uma configuração {\displaystyle (T,J)} é permitida se {\displaystyle I=aJ} para algum  símbolo de entrada {\displaystyle a} e se {\displaystyle M} tem uma transição de {\displaystyle S} para {\displaystyle T} sob uma entrada {\displaystyle a}. A configuração final deve ser a cadeia vazia {\displaystyle \epsilon } como o restante da entrada; o fato de {\displaystyle M} aceitar ou rejeitar a entrada depende do fato de o estado final ser um estado de aceitação.

## Máquinas de Turing
Históricos de computação são mais comumente usados em referência a máquinas de turing. A configuração de uma Máquina de Turing de uma única fita consiste no conteúdo da fita, a posição da cabeça de leitura/escrita e o estado atual da máquina de estados associada; isso geralmente é escrito na forma
{\displaystyle ...0011010101q00110101010...}
onde {\displaystyle q} é o estado atual da máquina, representado de uma forma de possível distinção da linguagem da fita, e onde {\displaystyle q} é posicionado imediatamente antes da posição da cabeça de leitura/escrita.
Considere uma Máquina de Turing {\displaystyle M} rodando sobre uma entrada {\displaystyle w}. A primeira configuração deve ser {\displaystyle q_{0}w_{0}w_{1}...}, onde {\displaystyle q_{0}} é o estado inicial da máquina de Turing. O estado da maquina na configuração final deve ser ou {\displaystyle q_{a}} (o estado de aceitação) ou {\displaystyle q_{r}} (o estado de rejeição). Uma configuração {\displaystyle c_{i+1}} é uma sucessão válida da configuração {\displaystyle c_{i}} se há uma transição de estado em {\displaystyle c_{i}} para o estado em {\displaystyle c_{i+1}} que manipula a fita e move a cabeça de leitura/esquita de um modo que produza o resultado em {\displaystyle c_{i+1}}.

### Resultados em decidibilidade
Históricos de computação podem ser usados para mostrar que certos problemas para autômatos com pilha são indecidíveis. Isso se dá porque a linguagem de históricos de computação de não-aceitação de uma máquina de Turing {\displaystyle M} sob entrada {\displaystyle w} é uma linguagem livre de contexto reconhecível por um autômato com pilha não-determinístico.

Codifica-se um histórico de computação {\displaystyle c_{0},c_{1},...,c_{n}} como a cadeia {\displaystyle C_{0}\#C_{1}^{r}\#C_{2}\#C_{3}^{r}\#...\#C_{n}}, onde {\displaystyle C_{i}} é a codificação da configuração {\displaystyle c_{i}}, como discutido anteriormente, e onde cada outra configuração é escrita ao contrário. Antes de ler uma determinada configuração, o autômato faz uma escolha não-determinística a respeito de ou ignorar a configuração ou então lê-la completamente para a pilha.
- Se o autômato com pilha decide ignorar a configuração, ele simplesmente a lê e a descarta completamente e então escolhe novamente para a próxima.
- Se, ao contrário, decide processar a configuração, ele a coloca completamente na pilha, depois verifica se a próxima configuração é uma sucessora válida de acordo com as regras de transição de {\displaystyle M}. Já que configurações sucessivas são sempre escritas em ordens opostas, isso pode ser feito desempilhando um símbolo da pilha, para cada símbolo da fita na nova configuração, e verificando se eles são equivalentes. Trechos diferentes devem corresponder a uma transição válida de {\displaystyle M}. Se, em qualquer ponto, o autômato decide que a transição é inválida, ele imediatamente entra em um estado de aceitação especial que ignora todo o resto da entrada e por fim aceita.

Adicionalmente, o autômato verifica se a primeira configuração é a configuração inicial correta (se não, ele aceita) e se a configuração final do histórico de computação é o estado de aceitação (se não, ele aceita). Já que um autômato não-determinístico aceita se há alguma configuração válida de aceitação em qualquer um dos ramos de computação, o autômato descrito aqui irá descobrir se o histórico de computação é ou não um histórico válido de aceitação, e irá aceitá-lo ou rejeitá-lo de acordo.
A mesma técnica não pode ser utilizada para reconhecer históricos de computação de aceitação com um autômato com pilha não-determinístico, uma vez que não-determinismo poderia ser utilizado para pular um teste que poderia resultar em falha. Uma máquina de Turing linearmente limitada é suficiente para reconhecer históricos de computação de aceitação.
O resultado nos permite provar que {\displaystyle ALL_{PDA}}, a linguagem composta pelos autômatos com pilha que aceitam todas as entradas, é indecidível. Suponhamos que exista um decisor {\displaystyle D} para isso. Para qualquer Máquina de Turing {\displaystyle M} e entrada {\displaystyle w}, podemos formar o autômato {\displaystyle P} que aceita históricos de computação de não-aceitação para aquela máquina. {\displaystyle D(P)} aceitará se e somente se não há históricos de computação de aceitação para {\displaystyle M} em {\displaystyle w}; isso nos permite decidir {\displaystyle A_{TM}} -- o problema da aceitação em máquinas de Turing--, que já sabemos ser indecidível.